# Raptile
Raptile (eigentlich Addis Mussa; * 14. September 1976 in München) ist ein deutsch-äthiopischer Rapper und Mitglied der Gruppe Follow Your Instinct.

## Leben
Seine musikalische Karriere begann Raptile Mitte der 1990er Jahre, als er sich bei Rapkonkurrenten in den Straßen Münchens einen Namen machte. Als Gastrapper trat er bei Münchener Konzerten von Pharcyde und den Absoluten Beginnern auf. Schließlich wurde er im Jahr 2000 von David P. und Samy Deluxe eingeladen, sie auf ihrer deutschlandweiten Future Freestyle Tour zu begleiten.
Nach dieser Tour erhielt er von dem BMG-Label Subword einen Plattenvertrag und im August 2001 erschien sein Debütalbum Da Basilisk’s Eye, das sich allerdings nur schwer verkaufte.
Im Frühjahr 2004 veröffentlichte er die Single Make Y’All Bounce, die in Zusammenarbeit mit dem US-amerikanischen Rapper Xzibit entstand. Mit dieser Single erreichte er erstmals die deutschen Charts. Weitere Hits mit dem Produzenten Neco Tiglioglu und mit der Unterstützung von Valezka und Wayne Wonder folgten. Das zweite Album von Raptile, für dessen Produktion er zahlreiche namhafte Gastmusiker gewinnen konnte, kam im August 2004 auf den Markt und wurde für ihn zum Durchbruch. Bereits in der ersten Woche war Classic Material in den Top Ten der deutschen Albumcharts zu finden. 2005 veröffentlichte Raptile das Album Mozez. Er ist der Frontman der Gruppe Monstablokaz und betreibt ein gleichnamiges Plattenlabel. Dort stehen neben Raptile die Rapperin Lionezz, der Nürnberger Rapper Cronite und DJ Polique unter Vertrag. Sein Track Neva Eva ist in dem Videospiel NBA Live 2007 vertreten.
2010 gründete Raptile mit Lionezz und Viper die Gruppe Follow Your Instinct.

## Diskografie

### Alben
- 2001: Da Basilisk’s Eye
- 2004: Classic Material
- 2005: Mozez (auch als Limited Edition)
- 2006: Hero Muzik
- 2006: Best of – Europe’s Golden Child (Best-Of-CD)
- 2007: Global Takeover, Part 1
- 2007: Global Takeover, Part 2
- 2007: Global Takeover, Part 3
- 2007: Global Takeover, Part 4

### Singles
- 2001: Microphone Igniter / We Don’t Need U
- 2001: Rest Your Head on My Chest
- 2004: Make Y’all Bounce (feat. Xzibit) (Strong Arm Steady Version)
- 2004: Da Unbeatables (feat. Valezka)
- 2004: My Everything (feat. Wayne Wonder)
- 2005: Fight Back
- 2005: Da Symphony (Olé Olé)
- 2006: Go Faster
- 2006: Neva Eva
- 2006: Missin’ Ur Kisses (feat. Trey Songz)
- 2010: Stay Strong (als Addis)
- 2011: Murderer (als Addis feat. Viper)
- 2019: Y/O (feat. Jadakiss, Ramsi Aliani, Eko Fresh)

für Veröffentlichungen mit Follow Your Instinct siehe: Follow Your Instinct#Diskografie